# Maidan, Kostopil
Maidan (în ucraineană Майдан) este un sat în comuna Malîi Stîdîn din raionul Kostopil, regiunea Rivne, Ucraina.

## Demografie
Componența lingvistică a localității Maidan
     Ucraineană (100%)
Conform recensământului din 2001, toată populația localității Maidan era vorbitoare de ucraineană (100%).